# Cratere Drygalski
Drygalski è un grande cratere lunare di 162,49 km situato nella parte sud-occidentale della faccia visibile della Luna.
Il cratere è dedicato al geografo tedesco Erich Dagobert von Drygalski.

## Crateri correlati
Alcuni crateri minori situati in prossimità di Drygalski sono convenzionalmente identificati, sulle mappe lunari, attraverso una lettera associata al nome.
| Drygalski | Coordinate            | Diametro (in km) |
| --------- | --------------------- | ---------------- |
| P         | 80°58′12″S 99°41′24″W | 27,98            |
| V         | 78°21′36″S 93°28′12″W | 21,23            |

Il cratere Drygalski Q è stato ridenominato dall'Unione Astronomica Internazionale Ashbrook nel 1994.